# Правая Вануйто
Правая Вануйто — река в Надымском районе Ямало-Ненецкого автономного округа. Устье реки находится в 10 км от устья реки Вануйто по правому берегу, на высоте 4 м над уровнем моря. Длина реки составляет 28 км.

## Данные водного реестра
По данным государственного водного реестра России относится к Нижнеобскому бассейновому округу, водохозяйственный участок реки — Обь от города Салехард и до устья, речной подбассейн реки — бассейны притоков Оби ниже впадения Северной Сосьвы. Речной бассейн реки — (Нижняя) Обь от впадения Иртыша.
Код объекта в государственном водном реестре — 15020300212115300035361.